# Sonderbund-oorlog
De Sonderbund-oorlog (Duits: Sonderbundskrieg) was een korte Zwitserse godsdienstige burgeroorlog in 1847, waarbij conservatieve katholieke kantons een mislukte poging deden om zich van het Eedgenootschap af te scheiden. Zij reageerden op de liberale protestantse kantons die onder leiding van Zürich en Bern antiklerikale wetgeving wilden doorvoeren.
De Sonderbund, in 1845 voortgekomen uit de Sarnerbund (1832), was een verbond van de conservatieve katholieke bergkantons Luzern, Uri, Schwyz, Unterwalden, Zug, Fribourg en Wallis, die zich in 1847 van het Zwitserse Eedgenootschap wilden afscheiden.
Na een kortstondige oorlog van 3 tot en met 29 november 1847, waarbij 93 doden en 510 gewonden vielen, werd de Sonderbund verslagen.
De overwegend liberale protestantse kantons uit het heuvelland, waar zich ook de grote steden Zürich, Bern, Bazel en Genève bevonden, konden vervolgens ongehinderd uitvoering geven aan hun plan om de losse statenbond (confederatie) van het Eedgenootschap om te vormen tot een bondsstaat (federatie), die beter was aangepast aan de eisen van de moderne tijd.

## Achtergrond

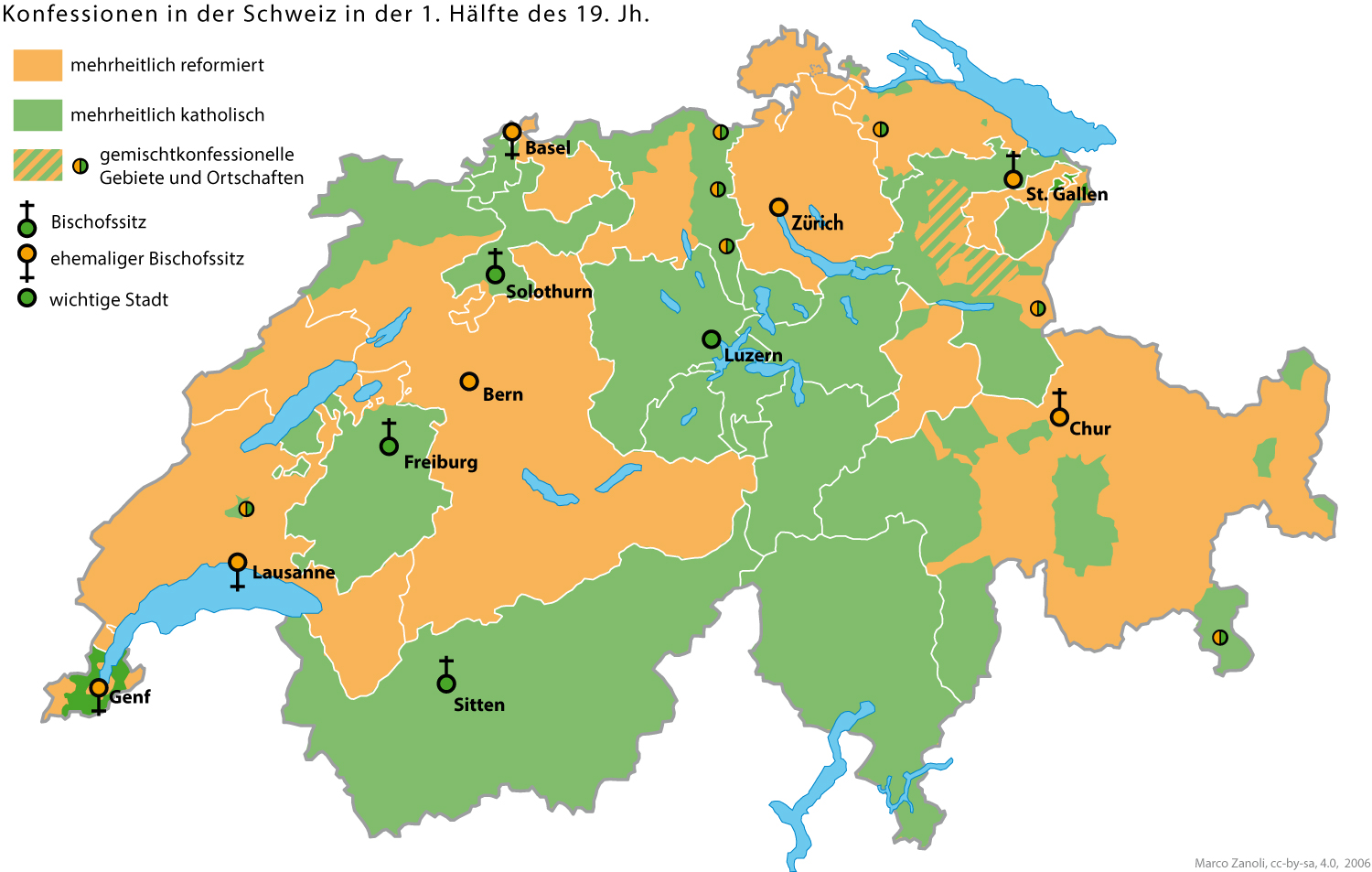
Religieuze spreiding in 1800:
Overwegend protestants
Overwegend katholiek

De Radicale Partij en liberalen uit de stedelijke burgerij, die sterk stonden in de overwegend protestantse kantons, verkregen begin jaren 1840 de meerderheid in de Tagsatzung. Zij stelden een nieuwe grondwet voor het Zwitserse Eedgenootschap die de verscheidene kantons nauwer aan elkaar moest binden. De conservatieve stedelijke patriciërs en de "Berg- of Oerzwitsers" uit de overwegend katholieke kantons waren echter tegen de nieuwe grondwet. Deze kantons sloten in 1843 de Sonderbund (= afzonderlijk bondgenootschap). Naast de centralisering van de Zwitserse overheid voorzag de nieuwe grondwet ook in handelsbescherming en andere progressieve hervormingsmaatregelen.
De Sonderbund werd opgericht nadat de Radicale Partij met goedkeuring van de meeste kantons maatregelen had genomen tegen de katholieke Kerk zoals de sluiting van kloosters en conventen in Aargau in 1841 en beslaglegging op hun eigendommen. Toen Luzern datzelfde jaar als vergelding de jezuïeten terugriep om het onderwijs te leiden, vielen groepen gewapende Radicalen (Freischärler) het kanton binnen. Dit veroorzaakte een opstand, vooral omdat rurale kantons bolwerken van ultramontanisme waren.
De Sonderbund ging in tegen de Grondwet van 1815, waarvan §6 expliciet dergelijke afzonderlijke bondgenootschappen verbood. De Radicale meerderheid in de Tagsatzung besloot op 21 oktober 1847 om de Sonderbund te ontmantelen. Het Eedgenootschapsleger werd op de been gebracht tegen de leden van de Sonderbund. Het leger bestond uit soldaten van alle andere kantons behalve Neuchâtel en Appenzell Innerrhoden, die neutraal bleven.

## Het conflict

### Oorlogsvoorbereidingen

#### Strijdkrachten van de Sonderbund
Binnen de Sonderbund bleef de vraag wie het bevel zou krijgen lang onopgelost. De sterke man van de coalitie, Constantin Siegwart-Müller uit Luzern, overwoog eerst een buitenlander aan te stellen (Dezydery Chłapowski uit Polen of Frederik van Schwarzenberg uit Oostenrijk werden genoemd), maar de geallieerde raad drong aan op een Zwitserse bevelhebber. Generaal Ludwig von Sonnenberg en kolonel Philippe de Maillardoz uit Fribourg werden overwogen, maar uiteindelijk verkoos de raad Guillaume de Kalbermatten uit Wallis. Nadat Kalbermatten zijn benoeming afgewezen had (later zou hij de Wallische troepen aanvoeren), werd kolonel Johann Ulrich von Salis-Soglio uit Graubünden verkozen en beëdigd tot bevelhebber op 15 januari 1847. Hij stelde Franz von Elgger aan als stafchef. Hoewel hij zelf een protestant was, was Salis-Soglio een overtuigd conservatief en een tegenstander van de liberale Radicalen die nu het "romp-Eedgenootschap" vormden.
De Sonderbundkantons (met uitzondering van Luzern en Fribourg) zochten en kregen de toestemming van hun volksvergaderingen (de Landsgemeinden) voor een algemene dienstplicht. Deze stemmingen geschiedden op 26 september (Schwyz), 3 oktober (Uri en Zug) en 10 oktober (Nidwalden, Obwalden en Wallis). De mobilisatie begon op 16 oktober en werd op 19 oktober voltooid.
Ook werden er in oktober verscheidene vestingwerken gebouwd in Sonderbundgebied, vooral in Wallis, waar Kalbermattens strijdmacht tegen eind oktober gelegerd was tussen Saint-Maurice en Saint-Gingolph, van waaruit men het in Vaud gelegen deel van Chablais kon binnenvallen.

#### Federale leger

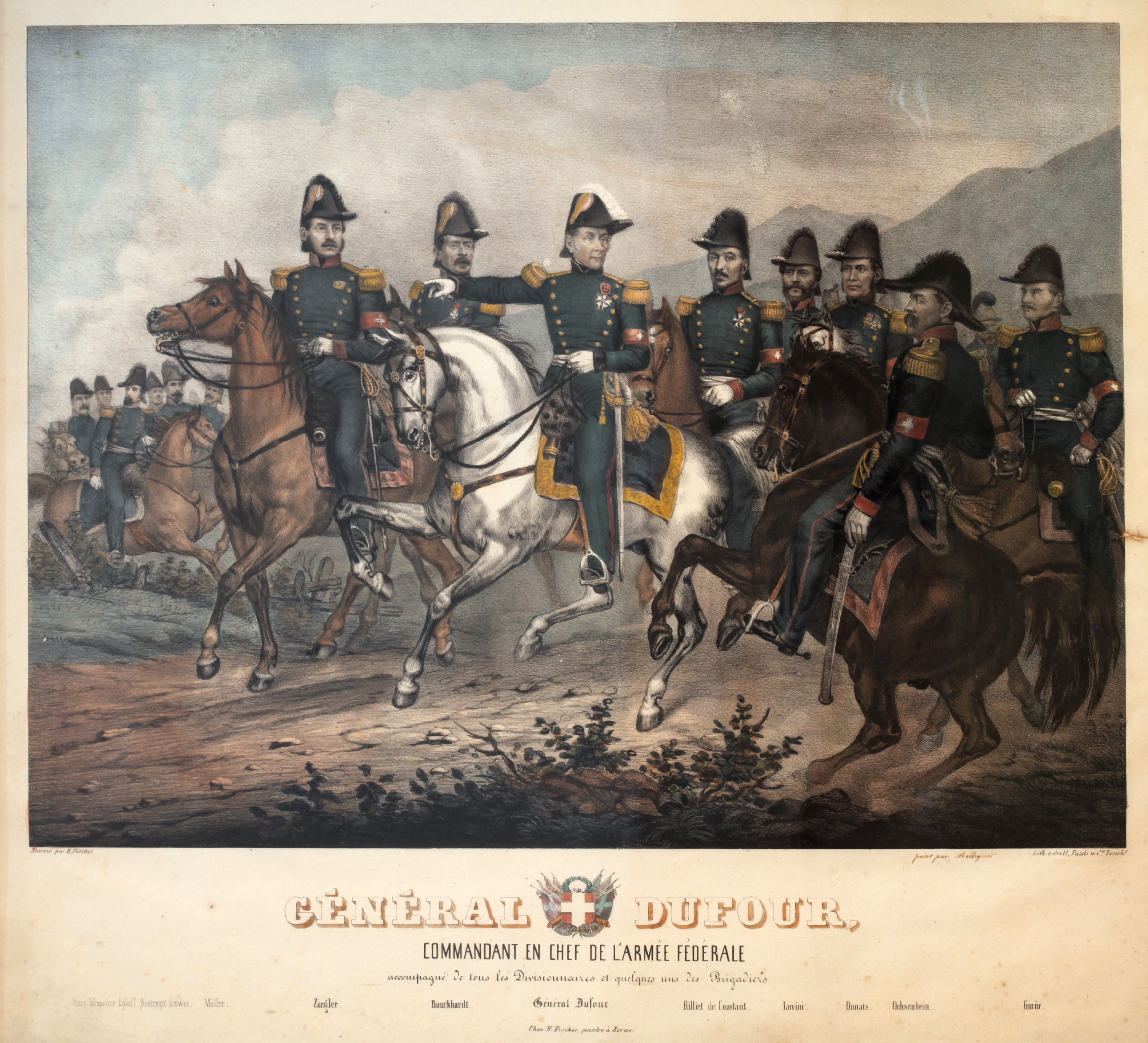
De generale staf van het federale leger: Kurz, Minscher, Enloff, Bontemps, Gerwer, Müller, Ziegler, Bourkhardt, Dufour, Rilliet de Constant, Luvini, Donats, Ochsenbein en Gmür

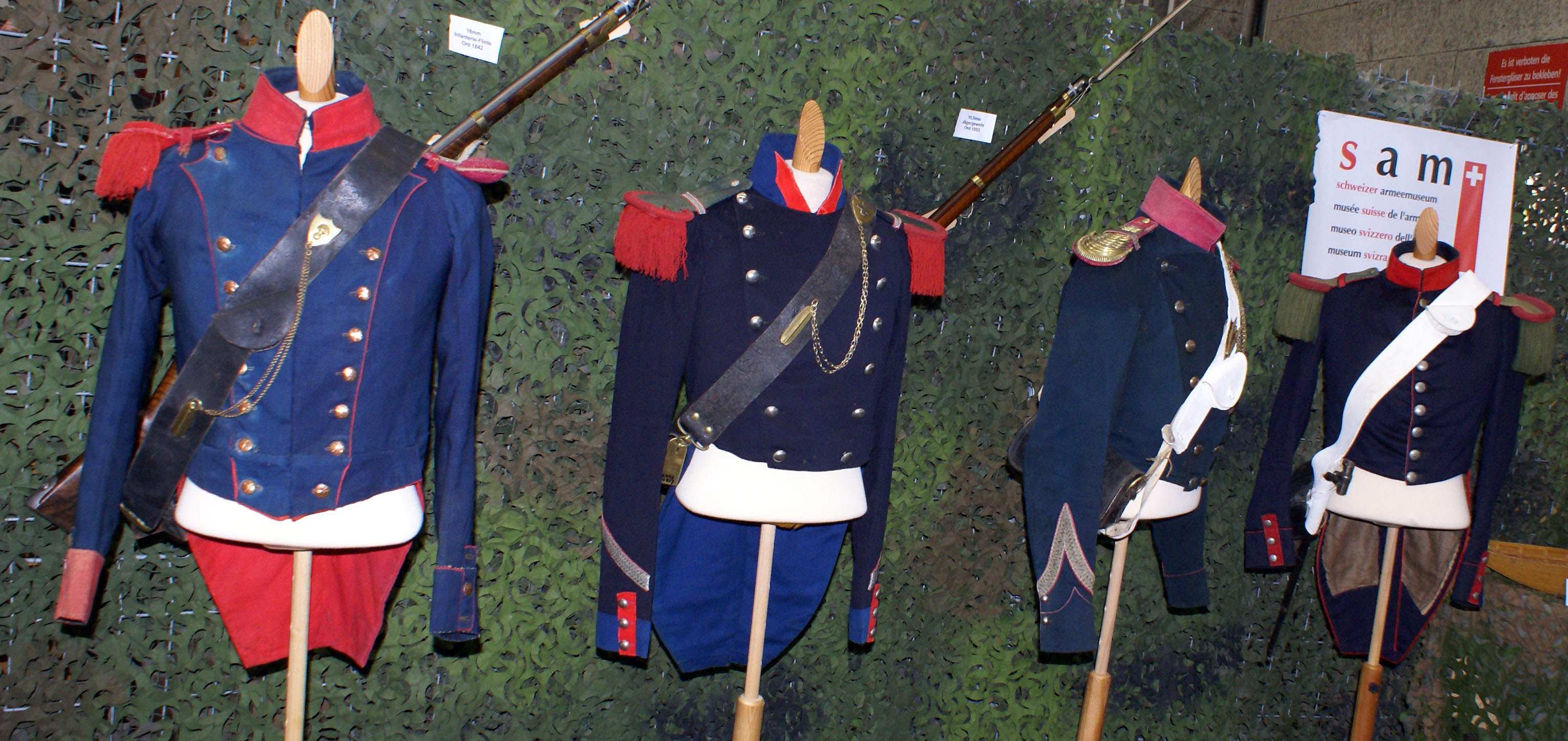
Zwitserse legeruniformen uit de Sonderbund-oorlog.

Op 21 oktober 1847 verkoos de Tagsatzung generaal Guillaume-Henri Dufour van Genève tot hoofdcommandant van het federale leger, ondanks zijn weerzin en de inspanningen van de Berner regering om Ulrich Ochsenbein op deze positie aan te stellen. In zijn aanvaardingsbrief van 22 oktober aan de Tagsatzung benadrukte Dufour dat hij "alles [zou] doen om de onvermijdelijke ellende van oorlog te verzachten".
Op 24 oktober verzocht Dufour vlak voor zijn eedaflegging om uitleg over zijn instructies (die in het Duits geschreven waren), en na een onverstandige opmerking door Jules Eytel, de afgevaardigde van Vaud, weigerde hij zijn ambt te aanvaarden en verliet de parlementaire vergadering. Er waren twee sessies achter gesloten deuren en een delegatie van Geneefse vertegenwoordigers voor nodig om Dufour alsnog over te halen en op 25 oktober de eed af te leggen.
Nadat hij een verklaring gepubliceerd had op 26 oktober, stelde Dufour de volgende divisiecommandanten aan: Peter Ludwig von Donatz (Graubünden), Johannes Burckhardt en Eduard Ziegler (Zürich) van de conservatieven en Louis Rilliet de Constant (Vaud), Dominik Gmür, Giacomo Luvini (Ticino) en Ochsenbein (Bern) van de radicalen. Op 30 oktober beval de Tagsatzung tot algemene mobilisatie van het leger en op 4 november om de militaire uitvoering van haar decreet dat de Sonderbund diende te ontbinden.

#### Neutralen
Het vorstendom Neuchâtel en het kanton Appenzell Innerrhoden, die allebei een grote katholieke minderheid hadden, verklaarden officieel hun neutraliteit in het conflict en weigerden het federale leger troepen te leveren. Vooral Vaud vermoedde dat het vorstendom Neuchâtel stiekem de Sonderbund steunde. Verschillende incidenten deden zich voor, vooral de bezetting van een meerstoomschip van Neuchâtel door Vaudese troepen. Op 29 oktober vroeg kolonel Rillet-Constant toestemming aan Dufour om naar Neuchâtel op te rukken. De generaal weigerde en vroeg Rillet-Constant in plaats daarvan om extra troepen te werven ter compensatie van Neuchâtels desertie. Toen de Tagsatzung op 30 oktober Neuchâtel formeel verzocht om zijn contingent aan troepen te leveren, weigerde het vorstendom. Koning Frederik Willem IV van Pruisen, tevens vorst van Neuchâtel, beslechtte de kwestie uiteindelijk door het vorstendom "neutraal en onschendbaar" te verklaren gedurende de vijandelijkheden.
Het kanton Basel-Stadt verzette zich een tijdlang tegen verzoeken van de Tagsatzung, maar leverde uiteindelijk zijn troepencontingent op 6 november, twee dagen nadat de gevechten waren begonnen.

### Sonderbundse acties in Ticino en Aargau
De eerste handelingen werden verricht door de Sonderbund. Troepen uit Uri bezetten de Gotthardpas in de vroege novemberdagen. Daarmee slaagden ze erin de verbinding tussen Centraal-Zwitserland en Wallis open te houden via de Furkapas. Maar in tegenstelling tot de triomfantelijke bekendmakingen in Sonderbundkranten faalde de actie om de federale troepen onder Luvini in Ticino effectief te scheiden van die in Graubünden onder Eduard de Salis-Soglio (de broer van de rebellencommandant), omdat de Grote Sint-Bernhardpas open bleef voor de Eedgenoten. De eerste oorlogsdoden vielen op 4 november toen een officier en een soldaat van Uri werden gedood door de Ticinezen.
Op 7 november bereidden Sonderbunders onder rechtstreeks bevel van Jean-Ulrich de Salis-Soglio en Franz von Elgger de lancering van een tweede offensief voor richting de Freiamtregio van Aargau. Nadat ze de brug over de Reuss hadden verwoest, betraden ze op 12 november Aargau om de federale legers in tweeën te splijten en Fribourg, dat omringd werd door federaal gebied, te ontzetten. Maar na een paar opmarsen werden ze tegengehouden door Ziegler en trokken zich met verliezen terug naar het kanton Luzern.

### De Fribourgse campagne
Op 9 november lanceerde Dufour zijn eerste aanval op Fribourg, in overeenstemming met zijn algemene plan. Dat kanton was niet alleen het dichtste bij Bern, de regeringszetel en derhalve de meest directe bedreiging. Het was ook geïsoleerd van de andere opstandige gewesten, daarom makkelijker te veroveren en de inname ervan zou Dufour in staat stellen om zijn strijdkrachten in het midden van het land te concentreren. Tegen 10 en 11 november overrompelden federale troepen de stad Estavayer-le-Lac, de enclaves van Fribourg in Vaud en het leeuwendeel van het district Murten zonder weerstand, waarbij de Fribourgse troepen onder kolonel Philippe de Maillardoz zich terugtrokken om de hoofdstad te verdedigen.

#### Beleg en overgave van Fribourg
De Fribourgse commandant anticipeerde een aanval vanuit Bern door de opmars van een Berner reservedivisie, die het bevel had gekregen een aanval te veinzen door zo veel mogelijk lawaai te maken. Ondertussen bracht Dufour een batterij van 60 kanonnen in stelling waarmee hij de vestingwerken van Fribourg-stad wilde verwoesten.
In de ochtend van 13 november, gereed voor de slag, zond Dufour een Vaudese luitenant naar Fribourg onder een witte vlag. De boodschap van de gezant onthulde Dufours strijdkrachten en aanvalsplan aan de Fribourgse regering en riep hen op tot capitulatie om een bloedig gevecht te voorkomen. De belegerde Fribourgers vroegen een wapenstilstand van een dag, waarmee Dufour akkoord ging. Maar vanwege verkeerd begrepen orders trokken de Vaudese troepen ten aanval tegen de redoute Bertigny na een korte wederzijdse kanonnade. Ze werden afgeweerd met acht doden en ongeveer vijftig gewonden; verscheidene verdedigers werden ook gedood of gewond.
Desalniettemin meldden in de morgen van 14 november twee afgevaardigden van de regerende Raad van State van Fribourg aan Dufour dat het kanton bij meerderheidsstemming had besloten zich over te geven. Hoewel de Eedgenoten het nieuws toejuichten, was de overgave een bittere teleurstelling voor de Fribourgse troepen. Vele beschuldigingen van verraad deden de ronde, vooral tegen de commandant, kolonel de Maillardoz, die moest vluchten naar Neuchâtel en daar in ballingschap ging. Hoewel uiteindelijk duidelijk werd dat de capitulatie een besluit van de burgerregering was, waarvoor Maillardoz niet eens was geraadpleegd, bleef hij in ongenade.

#### Nasleep van de Fribourgse campagne

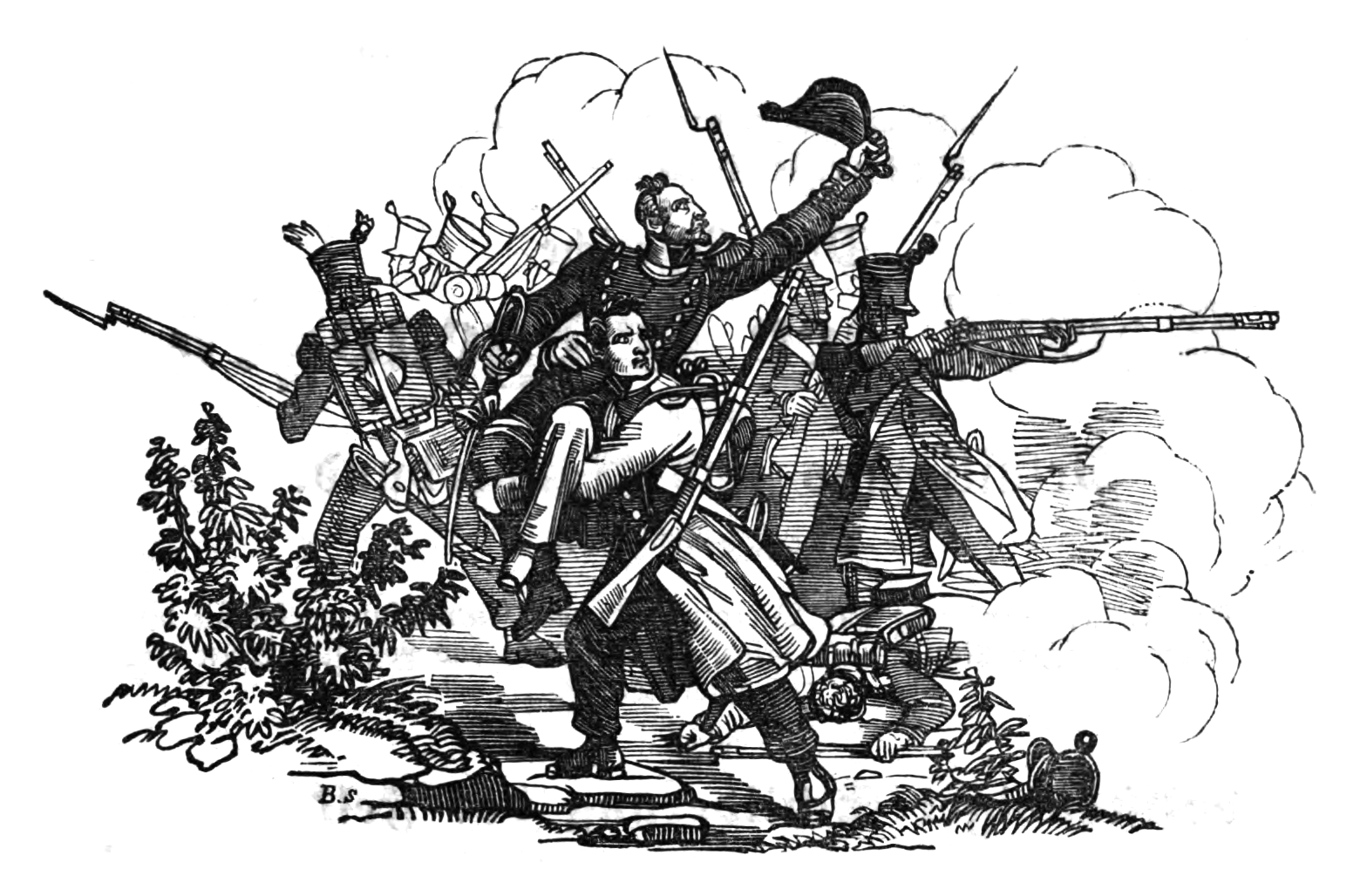
De slag bij Airolo in Ticino.

In de avond van 14 november besloot de regering van Wallis om een offensief te lanceren tegen Vaud in reactie op Fribourgs hulpkreet. Maar het nieuws van de capitulatie kwam vroeg genoeg om de Wallische troepen terug te roepen en ze in plaats daarvan voor te bereiden op een manoeuvre tegen Ticino.
De akte van overgave die Fribourg ondertekende, zou een voorbeeld worden voor de andere Sonderbundkantons. Het bepaalde dat Fribourg de Sonderbund verliet, zijn soldaten ontwapende en de federale bezettingstroepen diende te onderhouden. Op 15 november werd een nieuwe Fribourgse regering van radicale snit verkozen, die als eerste daad de jezuïeten uit het kanton verbande. De volgende dag moest de Vaudese commandant, kolonel Rillet-Constant, de staat van beleg afkondigen om te voorkomen dat federale militairen de stad zouden plunderen, tegen de strikte orders van hun meerderen in.
In beide kampen werd de val van Fribourg becommentarieerd in de pers en door de politieke leiders. In Luzern en Wallis werden proclamaties voorgelezen aan de troepen om hen te verzekeren dat deze tegenslag geen gevolgen zou hebben voor de coalitie. Katholieke kranten betwijfelden het nieuws van de overgave of beweerden dat Wallis een zegerijk offensief tegen de Vaudezen was begonnen in Chablais. Aan federale zijde groeiden het publieke vertrouwen en het moreel van het leger.
Zodra de nieuwe regering was geïnstalleerd, verliet Dufour Fribourg met zijn leger richting Centraal-Zwitserland. Hij liet het westelijk strijdtoneel over aan Rillet-Constant, die toestemming had om zijn hoofdkwartier naar Chablais te verplaatsen, maar verboden werd eenzijdige acties te ondernemen tegen Wallis zonder Dufours rechtstreeks bevel. Tegen 15 november passeerden de federale strijdkrachten door Bern en bereikten Aarau de volgende avond.
In de morgen van 17 november rukten de troepen van Uri met enkele versterkingen van Nidwald op in Ticino naar Airolo, dat na een kort gevecht viel, en de volgende dag naar Faido en op de 21e naar Biasca, waar ze halt hielden om versterkingen op te wachten. Maar de Ticinezen werden eerder versterkt dan zij, namelijk door enkele bataljons uit Graubünden die op 22 november arriveerden.

### De Luzerner campagne

#### Voorbereidingen en de overgave van Zug
In Aarau bereidde Dufour zijn strijdkrachten en -plan voor tot 20 november. Hij wees het aanbod van het lokale arsenaal af om zijn troepen met Congreveraketten uit te rusten omdat hij, zo schreef hij, van plan was "zo veel mogelijk te proberen te voorkomen dat deze oorlog een gewelddadig karakter krijgt, hetgeen onze zaak enkel kan schaden." Tot de verrassing van beide zijden, stemde het parlement van het kanton Zug op 21 november met een grote meerderheid voor overgave. De federale troepen die de volgende dag zonder tegenstand Zug-stad betraden, werden door de bevolking toegejuicht en enkele maanden laten zou een nieuwe regering worden verkozen.
Dufour lanceerde volgens plan zijn hoofdoffensief op 23 november: de IV. (Ziegler) en de V. divisie (Gmür) volgden de vallei aan weerszijden van de rivier de Reuss naar het zuiden. Ze werden ondersteund door de III. divisie (von Donats) die de rivier de Suhre afdaalde tot Sursee en door de II. divisie (Burckhardt), die Langenthal verliet om via Willisau en Ruswil bij de Reuss ten noorden van Luzern uit te komen. De reserveartillerie was geconcentreerd op het bruggenhoofd van Gisikon, waarmee het hoofdgevecht werd opgezet tussen de linkeroever van de Reuss en het Meer van Zug, waarbij de Luzerner troepen verstrikt raakten tussen vijf soldatencolonnes die uit vijf verschillende richtingen arriveerden.

#### Slag bij Gisikon

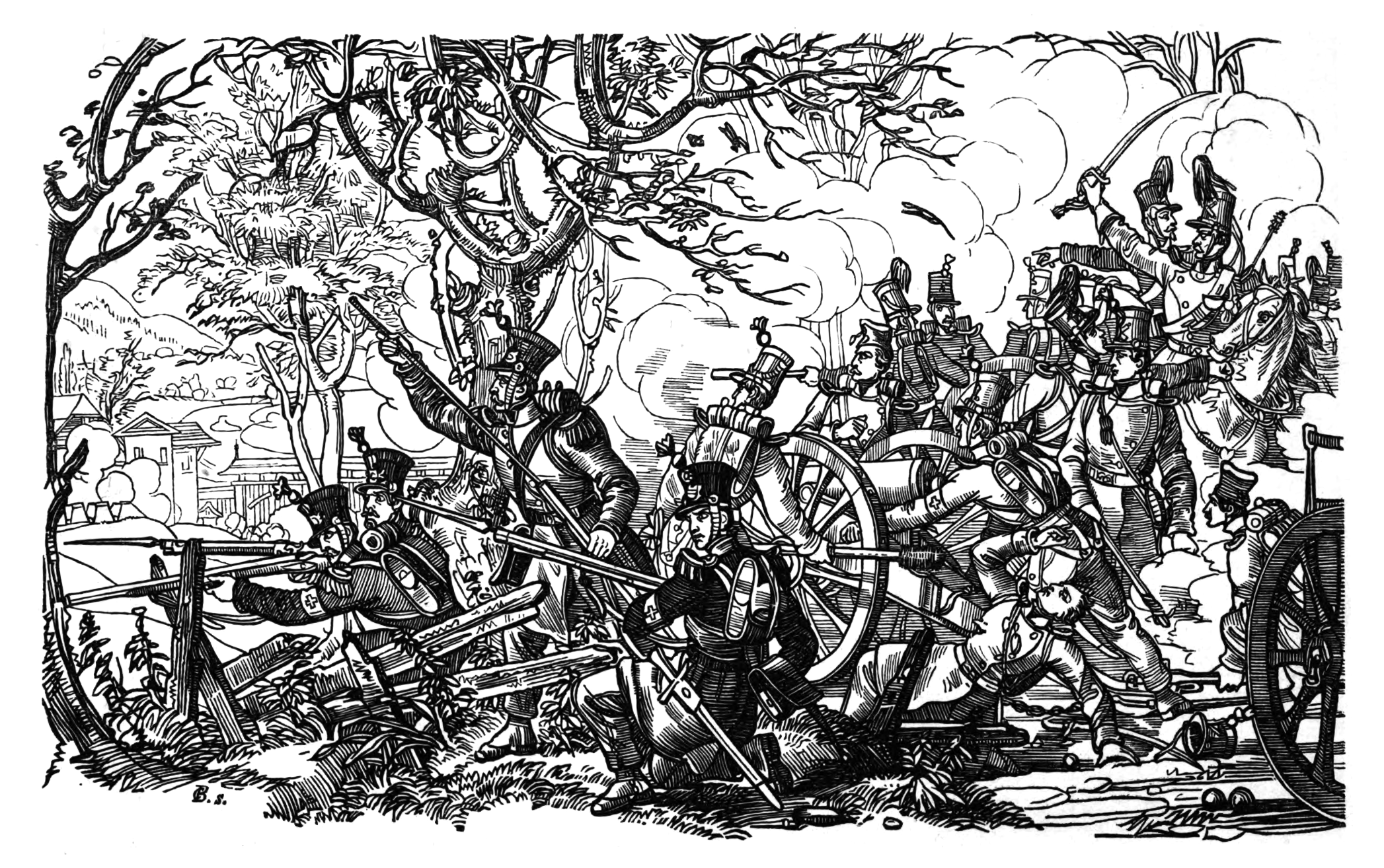
De slag bij Gisikon.

Bij Gisikon bouwde het federale leger enkele pontonbruggen om de Reuss over te steken. Op deze plek had de Sonderbundse commandant, Salis-Soglio, zijn troepen goed verborgen achter bomen en struiken op een verhoging geconcentreerd. Nadat twee federale aanvallen op de Sonderbundse stelling waren afgeweerd, leidde kolonel Ziegler persoonlijk de derde aanval van zijn divisie naar de overwinning, later verbeeld in een lithografie die een van de bekendste beelden van de oorlog zou worden. Na twee uur resulteerde de slag in een federale zege nadat Salis-Soglio, aan het hoofd gewond door een granaatexplosie, de terugtocht naar Ebikon bevolen had.
De slag bij Gisikon was de langste en met 37 doden en ongeveer 100 gewonden het bloedigste gevecht van de oorlog. Tot op heden is het de laatste open veldslag die het Zwitserse leger heeft gevochten. Het was ook de eerste veldslag in de krijgsgeschiedenis waarbij toegewezen wagens ingezet werden om gewonden op het slagveld te verzorgen. Deze door paarden getrokken ambulances werden gebruikt door vrijwilligers en zusters uit Zürich.

#### Slag bij Meierskappel
Terwijl de II. en III. federale divisie op 23 november zonder tegenstand oprukten naar Luzern, ging de V. divisie de strijd aan met troepen uit Schwyz bij Meierskappel. De Sonderbundse soldaten verweerden zich een tijdlang dapper voordat ze zich terugtrokken. Deze federale overwinning sneed de verbinding tussen Luzern en Zug af, nog een van Dufours doelen. In zijn verslag aan de Tagsatzung van 23 november schreef Dufour met voldoening dat de Schwyzer troepen zich hadden teruggetrokken naar de overzijde van het Meer van Zug en nu afgesneden waren van de rest van het Sonderbundleger.

#### Overgave van Luzern

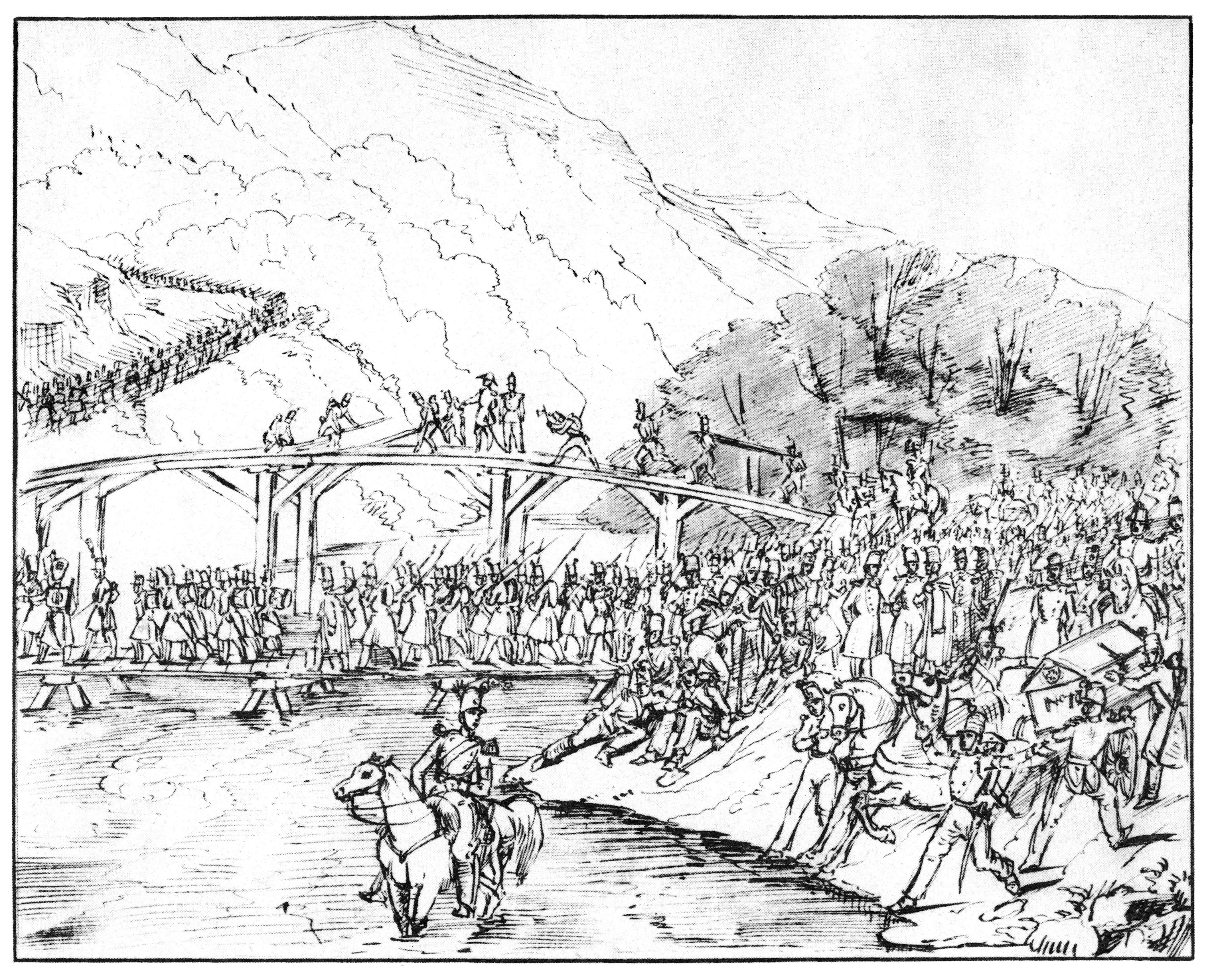
De II. divisie steekt de Emme over naar Littau.

Door de federale zeges bij Gisikon en Meierskappel lag Luzern voor de Eedgenoten voor het grijpen. In de avond van 23 november lieten de leiders van Luzern en de jezuïeten de stad in de steek en vluchtten naar Uri. De volgende morgen betraden de zegevierde federale soldaten ongehinderd de stad.

#### Overgave van overig Centraal-Zwitserland
Op 26 november 1847 werd te Flüelen de Sonderbundsraad ontbonden zonder een formele stemming. Tussen 25–29 november bezetten federale troepen vreedzaam Centraal-Zwitserland en Wallis. Unterwalden capituleerde op 25 november, gevolgd door Schwyz de volgende dag en Uri op 27 november.

## Einde van de oorlog
Het laatste lid van de Sonderbund, Wallis, gaf zich op 29 november over, waarmee de oorlog ten einde kwam. Het federale leger had 78 gesneuvelden en 260 gewonden. De verliezen van de Sonderbund waren nog minder. Volgens recenter onderzoek telden de federalen 60 gesneuvelden en 386 gewonden, en de Sonderbunders 30 gesneuvelden en 124 gewonden.
De Sonderbundse regeringen werden tot aftreden gedwongen en in Fribourg, Luzern en Wallis kwamen de liberalen aan de macht. Neuchâtel en Appenzell Innerrhoden werden gestraft omdat ze geen troepen voor het federale leger hadden geleverd. Neuchâtel betaalde 300.000 franc en Appenzell betaalde 15.000 voor een fonds ter ondersteuning van oorlogsweduwen en -wezen. Tegen februari 1848 trokken alle federale troepen zich terug uit de bezette kantons.
In Schwyz werd de conservatieve regering ontbonden en een nieuwe voorlopige regering aangesteld en grondwet aangenomen. De eerste poging tot een grondwet, die het district Schwyz in tweeën zou splitsen en de kantonnale hoofdstad uit Schwyz-stad zou verplaatsen, werd op het nippertje afgewezen op 27 januari 1848. De tweede grondwet, die de genoemde punten wegliet en de voormalige districten Wollerau en Pfäffikon samenvoegde tot March, werd door het electoraat op 27 februari 1848 goedgekeurd. De nieuwe grondwet van 1848 hervormde de kantonregering. Wellicht de grootste verandering was dat de Landsgemeinde werd afgeschaft, die voorheen de hoogste zeggenschap had. Een scheiding der machten werd voltrokken in de regering: de wetgevende, uitvoerende en rechtsprekende macht. Er werden ook drie bestuurslagen ingevoerd: gemeenten, districten en het kanton. Evenredige vertegenwoordiging werd ingevoerd en de kiezers konden stemmen over wetten en grondwetswijzigingen.

## Nasleep: de federale grondwet van 1848
Op 12 september 1848 werd een nieuwe federale Zwitserse grondwet ingevoerd die de semionafhankelijkheid van de kantons beëindigde en Zwitserland omvormde tot een federale staat. De jezuïeten werden uit heel Zwitserland verbannen. Dit verbod werd pas op 20 mei 1973 weer opgeheven, toen 54,9% van de kiesgerechtigde bevolking en 16,5 van de 22 kantons voor een grondwetswijziging stemden.

## Galerij

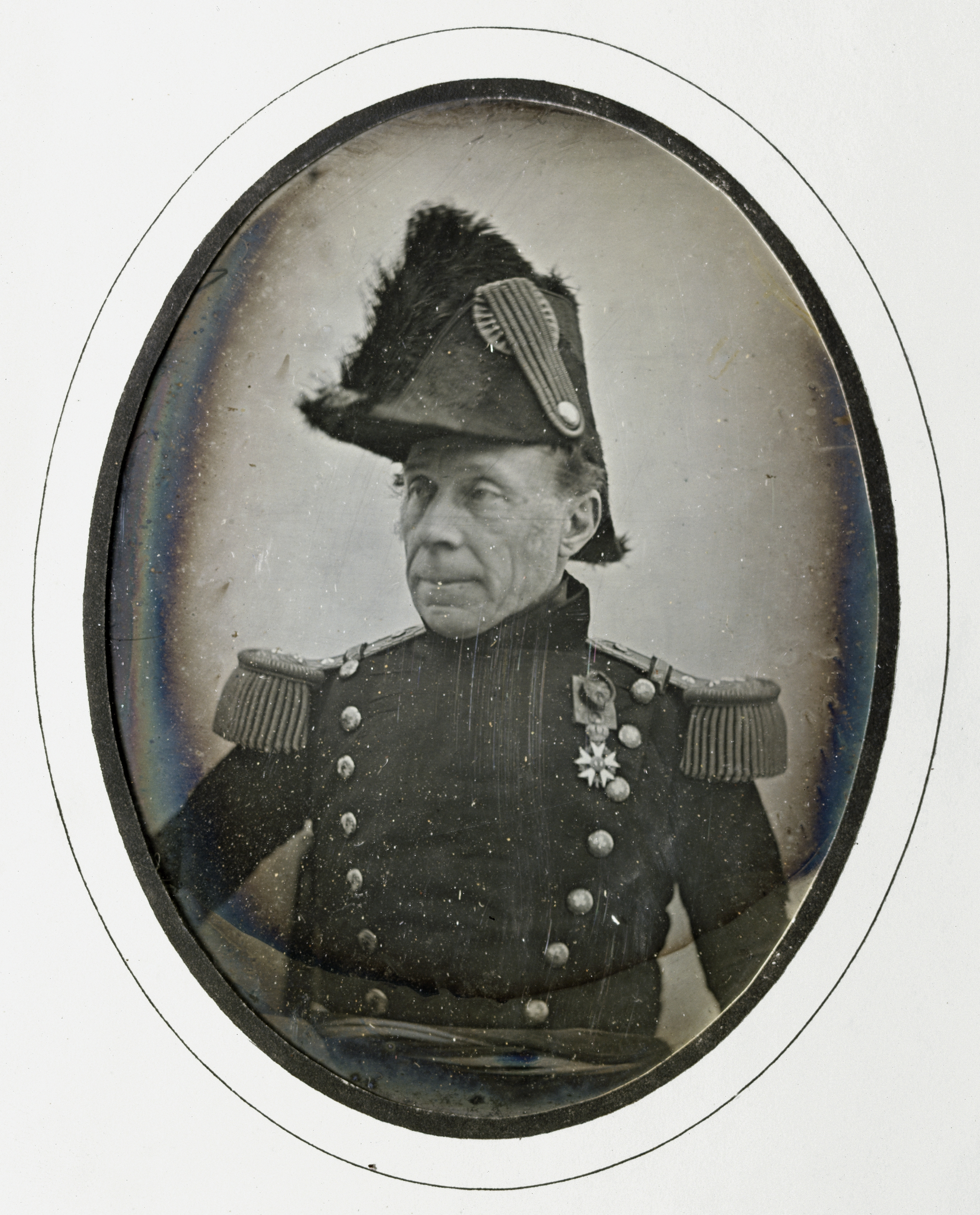
Generaal Guillaume-Henri Dufour door Jean de Humnicki, c. 1850
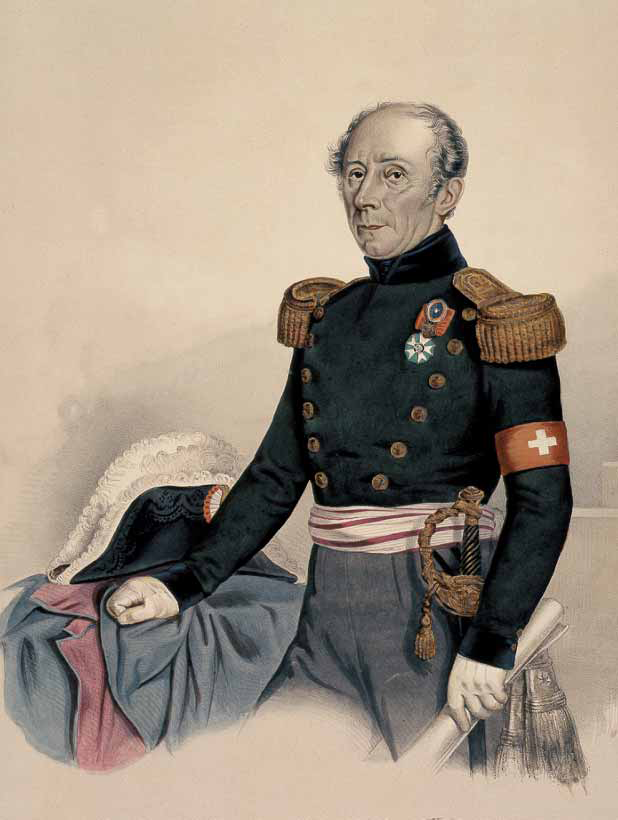
Generaal Guillaume-Henri Dufour, opperbevelhebber van de protestantse liberale kantons
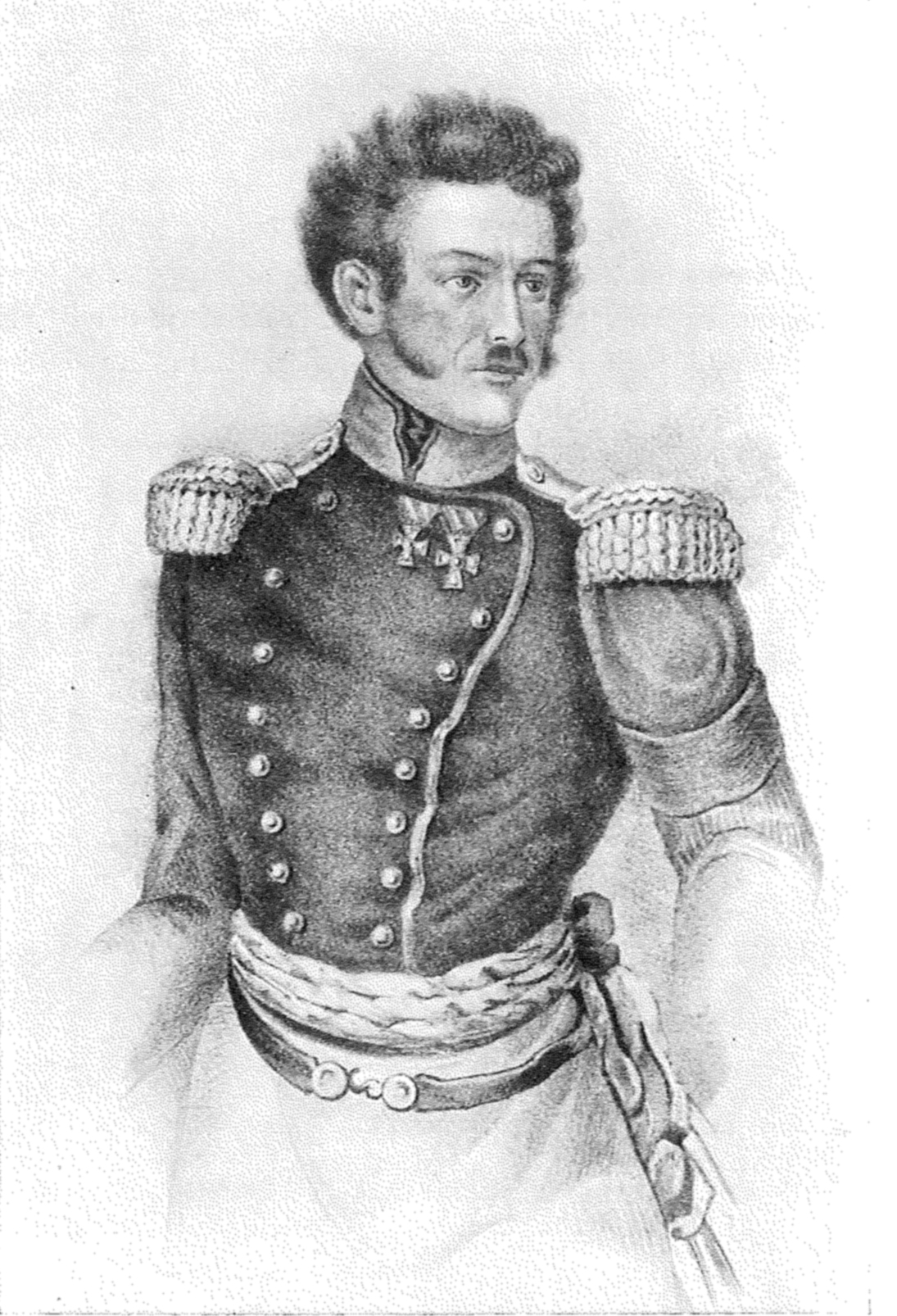
Generaal Johann Ulrich von Salis-Soglio, opperbevelhebber van de Sonderbund
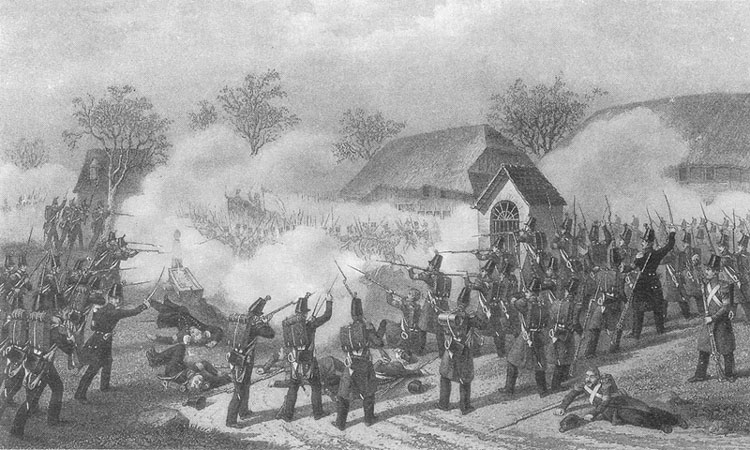
Gevechten in Geltwil, Aargau op 12 november 1847
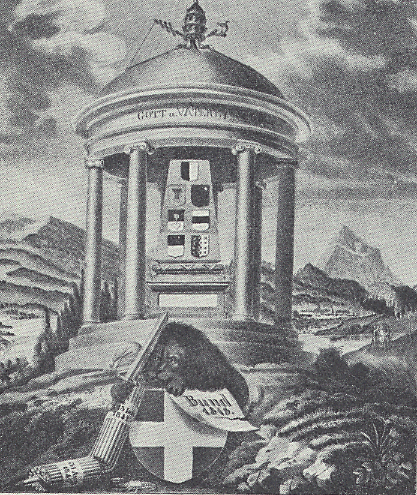
Karikatuur van de zeven kantons van de Sonderbund. Op de bovenkant van prieel staat "Gott und Vatikan", doelend op het conservatieve katholicisme van de kantons
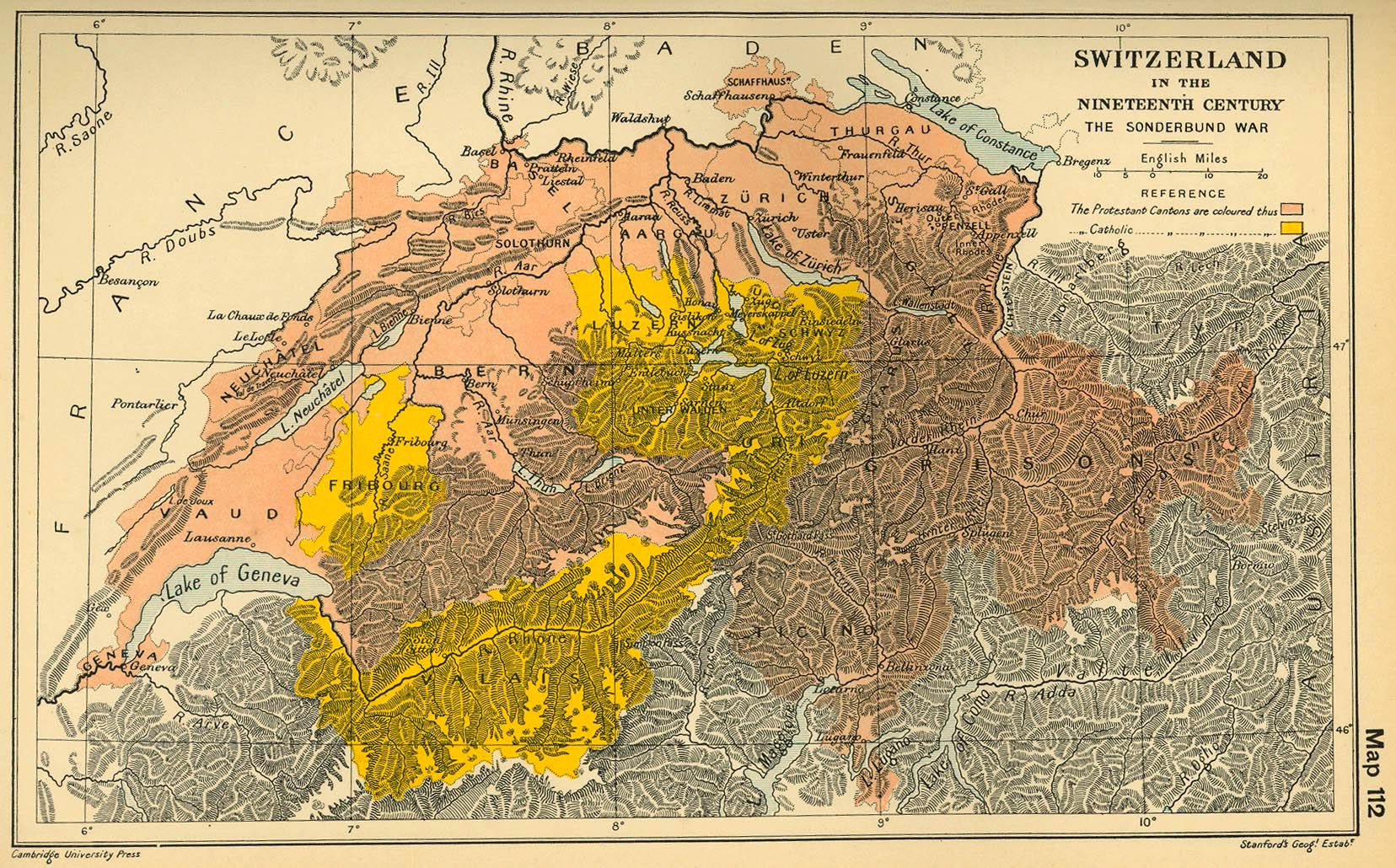
Sonderbund (geel rooms-katholieke kantons, zalm Protestantse kantons)